# NDST3

El heparán sulfato bifuncional N-desacetilasa / N-sulfotransferasa 3 es una enzima que en humanos está codificada por el gen NDST3. Cataliza la reacción:
3'-fosfoadenilil sulfato + α- D -glucosaminil- [ heparán sulfato ] ( n ) = adenosina 3 ', 5'-bisfosfato + 2 H + + N -sulfo-α- D -glucosaminil- [heparán sulfato] ( n ) 
Este es un paso en la producción de heparina .

## Significación clínica
Las mutaciones en NDST3 se han relacionado con la esquizofrenia .